# Edremit (district, Balıkesir)
Edremit is een Turks district in de provincie Balıkesir en telt 107.620 inwoners (2007). Het district heeft een oppervlakte van 731,3 km². Hoofdplaats is Edremit met ongeveer 50.000 inwoners.
De bevolkingsontwikkeling van het district is weergegeven in onderstaande tabel.
| 1997   | 2000   | 2007    |
| ------ | ------ | ------- |
| 92.822 | 93.351 | 107.620 |

## Indeling
Het district bestaat uit de volgende gemeenten (beldeler):
Akçay · Altınoluk · Güre · Kadıköy · Zeytinli

Het district bestaat uit de volgende dorpen (köyler):
Arıtaşı · Avcılar · Beyoba · Bostancı · Çamcı · Çamlıbel · Çıkrıkçı · Dereli · Doyuran · Hacıarslanlar · Kavlaklar · Kızılkeçili · Mehmetalanı · Narlı · Ortaoba · Pınarbaşı · Tahtakuşlar · Yaşyer · Yaylaönü · Yolören